# La mentira (pel·lícula de 1970)
La mentira és una pel·lícula mexicana dirigida per Emilio Gómez Muriel, protagonitzada per Julissa i Enrique Lizalde. La pel·lícula va estar basada en la història original de Caridad Bravo Adams, qui va posar com a melodrama en la telenovel·la de 1965 amb el mateix nom. A més d'això, la pel·lícula va comptar amb els seus protagonistes principals (Julissa i Enrique Lizalde) els qui van treballar en la telenovel·la de 1965 amb un repartiment diferent per al film.

## Sinopsi
Demetrio De San Telmo arriba a Porto Novo buscant al seu germanastre Ricardo Silveira, el reverend Williams, sacerdot de la regió, li diu que el seu germà ha mort. Adela, esposa del dèspota Dr. Jaime Botel li conta que Ricardo s'havia fet ric i pensava tornar a la Ciutat de Rio de Janeiro, però al saber en una carta enviada per la seva núvia que a acabava la seva relació i s'anava a casar amb un altre, es va donar a la beguda i un dia, en córrer per tota la selva cau moribund i apareix el cadàver devorat tota la carn. Ayesha, la serventa del seu germà, li lliura a Demetrio un mocador que pertanyia al seu germà en la qual venien les inicials "V", però ningú sap donar-li raó de qui li pertany i només que va treballar per a l'oncle s'aquesta dona a Rio de Janeiro per dos anys. Demetrio va a la Ciutat de Rio de Janeiro a la recerca de la propietària del mocador
En un bar es troba amb Johnny que li convida a la mansió Castelo Blanco en aquesta festa Demetrio coneix a Verónica de qui se sent atret, Virginia fa creure a Demetrio que és Veronica la dona de qui el seu germà es va enamorar i la culpable de la mort de Ricardo, ja que Virginia qui gelosa de l'amor que Johnny sent per Verónica.
Johnny cita a Demetrio per a explicar-li sobre el que Virgínia li va confessar i la trama contínua amb l'estratègia que genera Demetrio amb la finalitat de venjar la mort del seu germà, i de com embolica a Verónica pensant que ella va ser la culpable que Ricardo va morir.
En tant que Virgínia trama un complot per a fer semblar a Veronica una dona ambiciosa i corrompuda, per això enverina amb mentides a tots, la qual cosa fa que tots recelin d'ella.
Ja en Porto Novo, Demetrio malgrat estimar a Verónica, es comporta hostil i la primera nit després d'una discussió es deslliga un incendi que acaba amb la casa de Ricardo, una sèrie de coincidències fan que tot anotació a Verónica com l'assassina de Ricardo, fins que Demetrio portant-la a la selva li dona un mocador com a prova la seva culpabilitat i ella fuig a Rio de Janeiro per desemmascarar a la seva cosina Virginia, la veritable culpable de la mort de Ricardo, en tant que Demetrio en una conversa amb el reverend s'adona de la mentida de Virgínia i va després de la seva esposa.

## Repartiment
- Julissa.... Verónica Castelo-Blanco
- Enrique Lizalde.... Demetrio De San Telmo
- Blanca Sánchez.... Virginia Castelo-Blanco
- David Estuardo.... Johnny Castelo-Blanco
- José Gálvez.... Jaime Botel
- Beatriz Sheridan.... Adela de Botel
- Roberto Cañedo.... Teodoro Castelo-Blanco
- Sara Guasch.... Sara de Castelo-Blanco
- Mario Castillón Bracho.... Reverendo Williams
- Xavier Massé.... Belot
- Eloísa Monteros.... Ayesha
- Marco Antonio Arzate.... Indio Iguazú
- Julia Marichal.... María
- Eduardo MacGregor....Genaro
- Jorge Mateos
- Roberto Porter